# Silke Günther
Silke Günther (ur. 29 grudnia 1976 w Berlinie) – niemiecka wioślarka.

## Osiągnięcia
- Mistrzostwa Świata Juniorów – Monachium 1994 – ósemka – 1. miejsce[1].
- Mistrzostwa Świata – Aiguebelette 1997 – ósemka – 5. miejsce[1].
- Mistrzostwa Świata – Kolonia 1998 – ósemka – 6. miejsce[1].
- Mistrzostwa Świata – St. Catharines 1999 – ósemka – 6. miejsce[1].
- Mistrzostwa Świata – Lucerna 2001 – ósemka – 3. miejsce[1].
- Mistrzostwa Świata – Sewilla 2002 – ósemka – 3. miejsce[1].
- Mistrzostwa Świata – Mediolan 2003 – ósemka – 1. miejsce[1].
- Igrzyska Olimpijskie – Ateny 2004 – ósemka – 5. miejsce[1].
- Mistrzostwa Świata – Gifu 2005 – ósemka – 6. miejsce[1].
- Mistrzostwa Świata – Monachium 2007 – czwórka bez sternika – 2. miejsce[1].
- Mistrzostwa Europy – Poznań 2007 – ósemka – 2. miejsce[1].
- Mistrzostwa Świata – Linz 2008 – czwórka bez sternika – 6. miejsce[1].
- Mistrzostwa Europy – Montemor-o-Velho 2010 – ósemka – 3. miejsce[1].